# Vic Bozanic
Vic Bozanic (Adelaide, 30 ottobre 1957) è un ex calciatore australiano, di ruolo difensore.
Anche suo figlio Oliver Bozanic è un calciatore professionista.